# Малая Обуховка

Малая Обу́ховка (укр. Мала Обухівка) — село,
Лысовский сельский совет,
Гадячский район,
Полтавская область,
Украина.
Код КОАТУУ — 5320484104. Население по переписи 2001 года составляло 162 человека.

## Географическое положение
Село Малая Обуховка находится на правом берегу реки Псёл,
выше по течению на расстоянии в 0,5 км расположено село Перевоз,
ниже по течению на расстоянии в 1,5 км расположено село Великая Обуховка (Миргородский район).
Река в этом месте извилистая, образует лиманы, старицы и заболоченные озёра.

## История
- 1750 — дата основания.